# 14才の母 愛するために 生まれてきた o.s.t
『14才の母 愛するために 生まれてきた o.s.t』（じゅうよんさいのはは あいするために うまれてきた オー・エス・ティー）は、沢田完と髙見優による日本テレビ系水曜ドラマ『14才の母』のサウンドトラック。2006年11月29日にバップより発売された。

## リリース・音楽性
通常盤のみの1形態で発売。沢田完と髙見優が音楽を担当する日本テレビ系水曜ドラマ『14才の母』のサウンドトラックで、主題歌であるMr.Childrenの「しるし」のアレンジ・バージョンを含むドラマの劇伴を全20曲収録している。

## 収録曲
- プロデュース：志田博英

1. 奇跡の輝き [6:02]
  - 作曲・編曲：沢田完
2. Tears [3:09]
  - 作曲・編曲：沢田完
3. The Gift [3:00]
  - 作曲・編曲：沢田完
4. 心のままに [2:37]
  - 作曲・編曲：沢田完
5. Change Of The World [4:01]
  - 作曲・編曲：沢田完
6. Flow In The Breeze [3:06]
  - 作曲・編曲：髙見優
7. Weekend [2:31]
  - 作曲・編曲：高見優
8. Evening Bell [3:57]
  - 作曲・編曲：高見優
9. The Conspiracy [4:30]
  - 作曲・編曲：高見優
10. My Wish [3:09]
  - 作詞・作曲・編曲：高見優
11. My Wish (Mandolin version) [2:40]
  - 作曲・編曲：高見優
12. Waltz For Jimi [2:50]
  - 作曲・編曲：高見優
13. Pop Life [3:17]
  - 作曲・編曲：高見優
14. Time In Solitary [3:31]
  - 作曲・編曲：沢田完
15. Eternaly [5:26]
  - 作曲・編曲：沢田完
16. A Life [3:29]
  - 作曲・編曲：沢田完
17. Memories [3:26]
  - 作曲・編曲：沢田完
18. Hold On Me [4:19]
  - 作曲・編曲：沢田完
19. My Wish (strings orchestra version) [4:45]
  - 作曲：高見優 / 編曲：沢田完
20. しるし (strings orchestra version) [4:30]
  - 作曲：桜井和寿 / 編曲：沢田完

Mr.Childrenの29thシングルのインストゥルメンタル・アレンジ・バージョン。

## 参加ミュージシャン
#1 - #5, #14 - #20
- 今野均ストリングス：ストリングス
- 高桑英世：フルート
- 庄司知史：オーボエ
- 元木瑞香：クラリネット
- 千代正行：ギター
- 長谷川友紀：パーカッション
- 沢田完：ピアノ / プログラミング
- 長田直也：プログラミング・アシスタント
- 濱田貴司：プログラミング・アシスタント

#6 - #13
- Florence Minowa：ボーカル
- 中井一朗：ヴァイオリン
- 田代耕一郎：マンドリン / ギター
- 藤田乙比古：ホルン
- 水野弘文：アコーディオン
- 今野均：ヴァイオリン（ストリングス・カルテット）
- 押鐘貴之：ヴァイオリン（ストリングス・カルテット）
- 渡辺一雄：ヴィオラ（ストリングス・カルテット）
- 笠原あやの：チェロ（ストリングス・カルテット）
- 岩佐和弘：フルート
- 志澤真由美：コーラス
- 髙見優：ギター / ベース / プログラミング